# Magòria-La Campana (metropolitana di Barcellona)
Magòria-La Campana è una stazione della Linea 8 della metropolitana di Barcellona e delle linee S4, S8, S33, R5 ed R6 della Linea Llobregat-Anoia, operate da  FGC. La stazione è situata lungo la Gran Via de les Corts Catalanes nel distretto di Sants-Montjuïc di Barcellona, nei pressi della vecchia stazione di Magoria.
L'attuale stazione è stata inaugurata nel 1997 in seguito allo sdoppiamento del tunnel tra le stazioni Espanya e Ildefons Cerdà.

## Accessi
- Gran Via de les Corts Catalanes